# Gokul, Basavakalyan
Gokul là một làng thuộc tehsil Basavakalyan, huyện Bidar, bang Karnataka, Ấn Độ.